# Koalicja Europejska
Koalicja Europejska PO PSL SLD .N Zieloni (Koalicja Europejska, KE) – koalicja wyborcza zawiązana na wybory do Parlamentu Europejskiego w Polsce w 2019, utworzona 1 lutego 2019. Inicjatorami jej powołania były osoby pełniące w przeszłości funkcję premiera lub ministra spraw zagranicznych, deklarujący wolę skonstruowania „jednej, szerokiej listy w wyborach do Parlamentu Europejskiego, której celem byłaby odbudowa mocnej pozycji Polski w Unii Europejskiej”.

## Historia

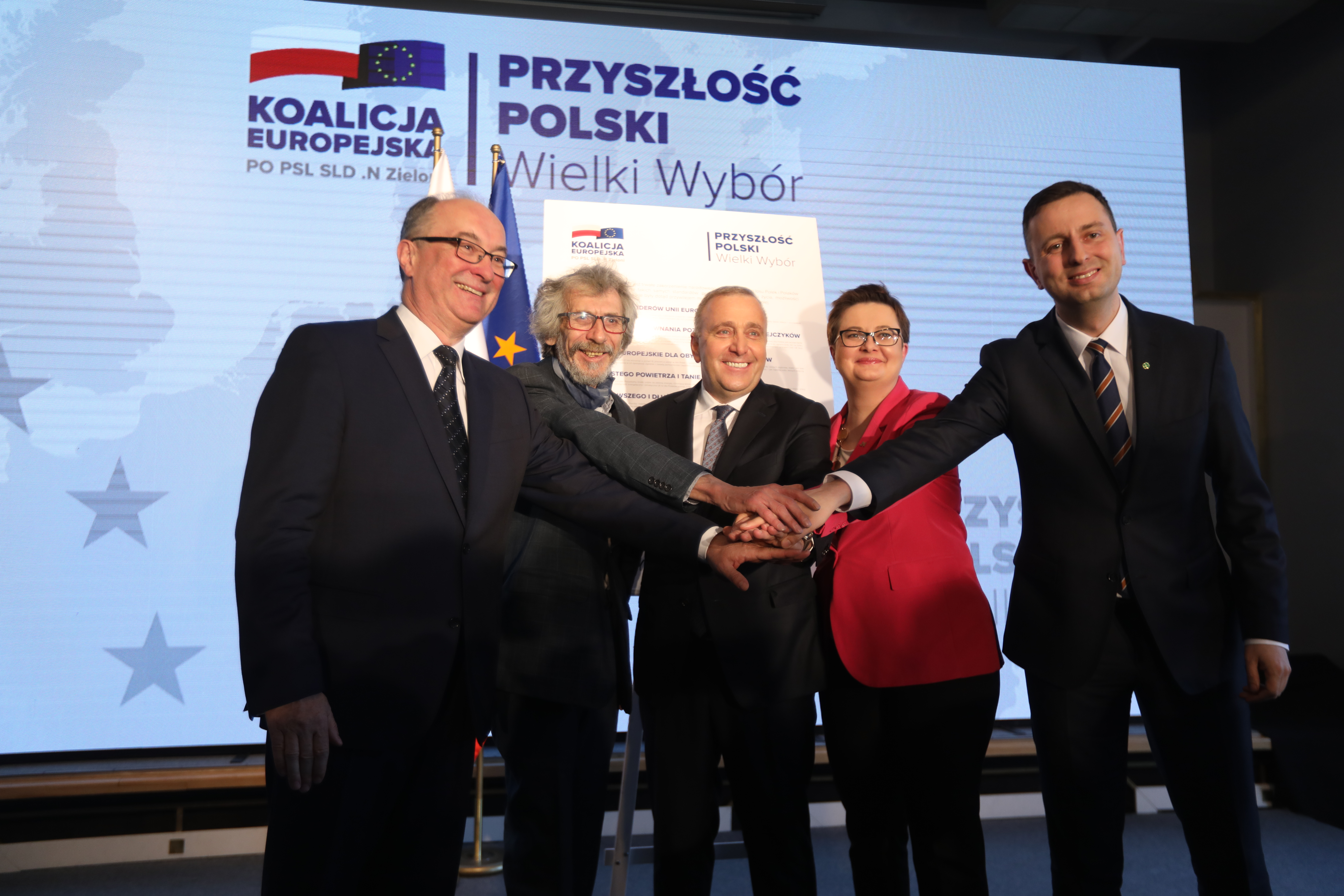
Liderzy Koalicji Europejskiej

Wśród założycieli koalicji byli m.in. liderzy Platformy Obywatelskiej, której zarząd 21 lutego poparł sfinalizowanie projektu KE. 16 lutego o współtworzeniu koalicji zdecydował Sojusz Lewicy Demokratycznej, dzień później Partia Zieloni, 22 lutego Nowoczesna, a następnego dnia Polskie Stronnictwo Ludowe. 24 lutego szefowie PO, PSL, Nowoczesnej, SLD i Zielonych podpisali deklarację o wspólnym starcie w wyborach do Europarlamentu 26 maja 2019, która sfinalizowała powstanie koalicji. Akces do koalicji zgłosiły ponadto partie: Teraz!, Stronnictwo Demokratyczne, Unia Europejskich Demokratów, Socjaldemokracja Polska, Wolność i Równość, Liga Polskich Rodzin oraz Inicjatywa Feministyczna. 77 miejsc na listach wyborczych KE przypadło kandydatom zgłoszonym przez PO, 17 przez PSL, 15 przez SLD, 13 przez Zielonych i 8 przez Nowoczesną. Kandydatka UED została rekomendowana na listę przez PSL, a kandydatki IF i SDPL – przez SLD. Czołowe działaczki Teraz! znalazły się natomiast, pomimo poparcia przez tę partię KE, wśród liderów list ogłoszonych przez konkurencyjną Wiosnę. W 7 okręgach liderami list zostali przedstawiciele PO, a po 3 pierwsze miejsca obsadzili przedstawiciele PSL i SLD. 14 maja ogłoszono poszerzenie składającej się formalnie z 5 podmiotów koalicję o partie UED, IF, SDPL i WiR, a także o stowarzyszenia Inicjatywa Polska (będące również w fazie rejestracji jako partia polityczna) i Komitet Obrony Demokracji (16 marca stowarzyszenie zadeklarowało poparcie dla koalicji) oraz inicjatywę Wolne Sądy.
Poszczególne podmioty polityczne wchodzące w skład Koalicji Europejskiej zadeklarowały, w przypadku zdobycia mandatów przez swoich przedstawicieli, przystąpienie do różnych grup w Parlamencie Europejskim (chadeckiej, liberalnej, socjaldemokratycznej i zielonej). 8 marca liderzy pięciu partii tworzących koalicję ogłosili parytet na listach – po 50% miejsc dla osób obojga płci. 18 maja KE zorganizowała w Warszawie marsz „Polska w Europie”, w którym wzięli udział m.in. szef Rady Europejskiej Donald Tusk, a także byli prezydenci: Aleksander Kwaśniewski i Bronisław Komorowski.
Koalicja zdobyła poparcie 5 249 935 wyborców i z wynikiem 38,47% głosów zajęła drugie miejsce za Prawem i Sprawiedliwością. Pozwoliło to na objęcie 22 mandatów eurodeputowanych. 14 z nich uzyskali przedstawiciele PO, 5 SLD, a 3 PSL.
Po wyborach koalicja zakończyła funkcjonowanie. W wyborach parlamentarnych w tym samym roku PO, Nowoczesna, iPL i Zieloni tworzyły Koalicję Obywatelską, zaś PSL i SLD powołały własne komitety (z list których startowały także ugrupowania tworzące w eurowyborach komitety konkurencyjne wobec KE). UED startowała z list PSL (w ramach Koalicji Polskiej), natomiast pojedynczy członkowie SDPL i WiR z ramienia KO.

## Program
Deklarację programową KE przyjęto 4 kwietnia 2019. Koalicja opowiedziała się za odbudową pozycji Polski w Unii Europejskiej i poprawą relacji z innymi jej członkami, wzmacnianiem jednolitego rynku i polityki równej konkurencji w UE, obroną funduszy unijnych dla polskich regionów, pozyskiwaniem środków na działania chroniące klimat, solidarnością energetyczną i klimatyczną UE, utworzeniem Europejskiego Programu Onkologicznego, wyrównaniem szans dla polskiego rolnictwa, dbaniem o przestrzeganie zasad demokracji i praworządności (łamanymi jej zdaniem przez rządzące w Polsce PiS), równymi prawami m.in. kobiet i mężczyzn, ściślejszą współpracę obronną UE oraz wzmocnieniem sojuszu z USA w ramach NATO, zwiększeniem szans rozwoju ludzi młodych, a także za zapewnieniem odpowiednich połączeń komunikacyjnych i telekomunikacyjnych.

## Sygnatariusze koalicji
- Marek Belka (były premier z ramienia SLD, były prezes NBP)
- Jerzy Buzek (eurodeputowany PO, były premier z ramienia AWS, były przewodniczący Parlamentu Europejskiego)
- Włodzimierz Cimoszewicz (były premier, marszałek Sejmu i m.in. minister spraw zagranicznych z ramienia SLD)
- Ewa Kopacz (posłanka na Sejm i wiceprzewodnicząca PO, była premier i marszałek Sejmu)
- Kazimierz Marcinkiewicz (były premier z ramienia PiS)
- Leszek Miller (SLD, były premier)
- Adam Daniel Rotfeld (były minister spraw zagranicznych)
- Grzegorz Schetyna (poseł na Sejm i przewodniczący PO, były marszałek Sejmu i m.in. minister spraw zagranicznych)
- Radosław Sikorski (PO, były marszałek Sejmu i m.in. minister spraw zagranicznych)
- Hanna Suchocka (była premier z ramienia UD)

## Kandydaci z numerem 1 na listach wyborczych
| Okręg                                    | Zdjęcie | Kandydat                | Partia              |
| ---------------------------------------- | ------- | ----------------------- | ------------------- |
| Okręg nr 1 (pomorski)                    |         | Janusz Lewandowski      | PO                  |
| Okręg nr 2 (kujawsko-pomorski)           |         | Radosław Sikorski       | PO                  |
| Okręg nr 3 (warmińsko-mazursko-podlaski) |         | Tomasz Frankowski       | PO                  |
| Okręg nr 4 (warszawski)                  |         | Włodzimierz Cimoszewicz | bezp., z rekom. SLD |
| Okręg nr 5 (mazowiecki)                  |         | Jarosław Kalinowski     | PSL                 |
| Okręg nr 6 (łódzki)                      |         | Marek Belka             | bezp., z rekom. SLD |
| Okręg nr 7 (wielkopolski)                |         | Ewa Kopacz              | PO                  |
| Okręg nr 8 (lubelski)                    |         | Krzysztof Hetman        | PSL                 |
| Okręg nr 9 (podkarpacki)                 |         | Czesław Siekierski      | PSL                 |
| Okręg nr 10 (małopolsko-świętokrzyski)   |         | Róża Thun               | PO                  |
| Okręg nr 11 (śląski)                     |         | Jerzy Buzek             | PO                  |
| Okręg nr 12 (dolnośląsko-opolski)        |         | Janina Ochojska         | bezp., z rekom. PO  |
| Okręg nr 13 (lubusko-zachodniopomorski)  |         | Bogusław Liberadzki     | SLD                 |

## Kompozycja
| Nazwa partii                 | Ideologia                                                           | Zdjęcie | Szef                                                  | Kandydaci na listach KE | Uzyskane mandaty w ramach KE/w skali kraju | Powiązana grupa w PE | Posłowie             | Senatorowie | Europosłowie |
| ---------------------------- | ------------------------------------------------------------------- | ------- | ----------------------------------------------------- | ----------------------- | ------------------------------------------ | -------------------- | -------------------- | ----------- | ------------ |
| Główne podmioty koalicji     |                                                                     |         |                                                       |                         |                                            |                      |                      |             |              |
| Platforma Obywatelska        | chrześcijańska demokracja, liberalny konserwatyzm, socjalliberalizm |         | Grzegorz Schetyna                                     | 77/130                  | 14/22 14/51                                | EPP                  | 145/460 (klub PO-KO) | 27/99       | 18/51        |
| Polskie Stronnictwo Ludowe   | agraryzm, chrześcijańska demokracja                                 |         | Władysław Kosiniak-Kamysz                             | 16/130                  | 3/22 3/51                                  | EPP                  | 14/460               | 1/99        | 4/51         |
| Sojusz Lewicy Demokratycznej | socjaldemokracja                                                    |         | Włodzimierz Czarzasty                                 | 13/130                  | 5/22 5/51                                  | S&D                  | 0/460                | 0/99        | 3/51         |
| Partia Zieloni               | zielona polityka, feminizm, zrównoważony rozwój                     |         | Marek Kossakowski, Małgorzata Tracz                   | 13/130                  | 0                                          | Zieloni/WSE          | 0/460                | 0/99        | 0/51         |
| Nowoczesna                   | liberalizm                                                          |         | Katarzyna Lubnauer                                    | 8/130                   | 0                                          | ALDE                 | 14/460               | 0/99        | 0/51         |
| Pozostałe partie             |                                                                     |         |                                                       |                         |                                            |                      |                      |             |              |
| Unia Europejskich Demokratów | socjalliberalizm                                                    |         | Elżbieta Bińczycka                                    | 1/130                   | 0                                          | ALDE                 | 3/460                | 0/99        | 0/51         |
| Inicjatywa Feministyczna     | feminizm, socjaldemokracja                                          |         | Elżbieta Jachlewska, Katarzyna Kądziela, Iwona Piątek | 1/130                   | 0                                          | S&D                  | 0/460                | 0/99        | 0/51         |
| Socjaldemokracja Polska      | socjaldemokracja                                                    |         | Wojciech Filemonowicz                                 | 1/130                   | 0                                          | S&D                  | 0/460                | 0/99        | 0/51         |
| Wolność i Równość            | socjaldemokracja, feminizm, antyklerykalizm                         |         | Piotr Musiał                                          | 0/130                   | 0                                          | S&D                  | 0/460                | 0/99        | 0/51         |

Ponadto koalicję tworzyły niebędące partiami ruchy: stowarzyszenia Inicjatywa Polska i Komitet Obrony Demokracji oraz inicjatywa Wolne Sądy. Popierały ją też partie Teraz! (z wyjątkiem dwóch okręgów, w których jej działaczki startowały z list Wiosny), Stronnictwo Demokratyczne i Liga Polskich Rodzin (popierająca jedynie kandydatów PO i PSL).

## Wyniki wyborów
| Okręg wyborczy (siedziba)   | Liczba głosów | Procent głosów | Miejsce | Mandaty                                                                                   |
| --------------------------- | ------------- | -------------- | ------- | ----------------------------------------------------------------------------------------- |
| Nr 1 (Gdańsk)               | 419 182       | 50,66          | 1.      | Janusz Lewandowski (PO), Magdalena Adamowicz (z rekom. PO)                                |
| Nr 2 (Bydgoszcz)            | 305 362       | 46,01          | 1.      | Radosław Sikorski (PO)                                                                    |
| Nr 3 (Olsztyn)              | 293 677       | 37,03          | 2.      | Tomasz Frankowski (PO)                                                                    |
| Nr 4 (Warszawa I)           | 625 719       | 45,17          | 1.      | Włodzimierz Cimoszewicz (z rekom. SLD), Danuta Hübner (z rekom. PO), Andrzej Halicki (PO) |
| Nr 5 (Warszawa II)          | 227 106       | 26,69          | 2.      | Jarosław Kalinowski (PSL)                                                                 |
| Nr 6 (Łódź)                 | 347 620       | 38,09          | 2.      | Marek Belka (z rekom. SLD)                                                                |
| Nr 7 (Poznań)               | 518 706       | 43,25          | 1.      | Ewa Kopacz (PO), Leszek Miller (SLD)                                                      |
| Nr 8 (Lublin)               | 208 392       | 28,17          | 2.      | Krzysztof Hetman (PSL)                                                                    |
| Nr 9 (Rzeszów)              | 160 988       | 21,56          | 2.      | Elżbieta Łukacijewska (PO)                                                                |
| Nr 10 (Kraków)              | 505 400       | 29,03          | 2.      | Róża Thun (PO), Adam Jarubas (PSL)                                                        |
| Nr 11 (Katowice)            | 643 567       | 40,24          | 2.      | Jerzy Buzek (PO), Jan Olbrycht (PO), Marek Balt (SLD)                                     |
| Nr 12 (Wrocław)             | 574 397       | 43,87          | 1.      | Janina Ochojska (z rekom. PO), Jarosław Duda (PO)                                         |
| Nr 13 (Gorzów Wielkopolski) | 419 819       | 47,76          | 1.      | Bartosz Arłukowicz (PO), Bogusław Liberadzki (SLD)                                        |
| Razem                       | 5 249 935     | 38,47          | 2.      | 22                                                                                        |